# Lucan Biddulph

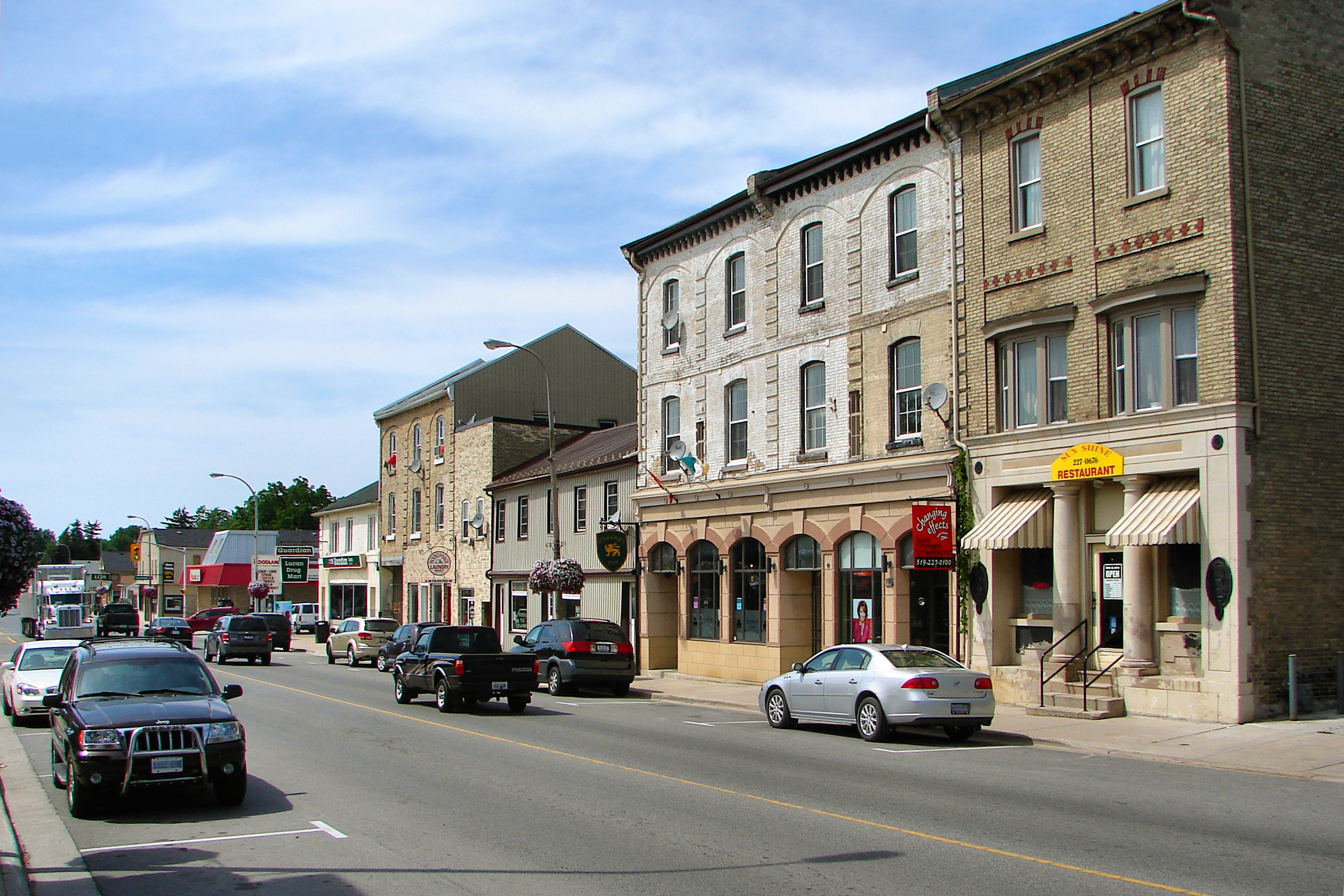
Lucan

Lucan Biddulph är en kommun (township) i den kanadensiska provinsen Ontario och ligger cirka 3 mil från staden London.
Lucan Biddulph bildades genom en sammanslagning av byn Lucan och kommunen Biddulph den 1 januari 1999. Borgmästare är Paul Hodgins. Befolkningen är 4 187 (2006). Omgivningarna består till största delen av åkermark, där det främst produceras spannmål, tobak och boskap.